# David Weller
David Weller (n. 11 februarie 1957, Portmore⁠(d), Jamaica) este un ciclist jamaican, medaliat olimpic. A participat la 3 ediții ale Jocurilor Olimpice (1976, 1980, 1984) în care a câștigat o medalie de bronz.